# Masayuki Tokutake
Masayuki Tokutake (født 18. august 1991) er en japansk fodboldspiller, som spiller for den japanske fodboldklub Azul Claro Numazu.